# Nät
För andra betydelser, se nät (olika betydelser)

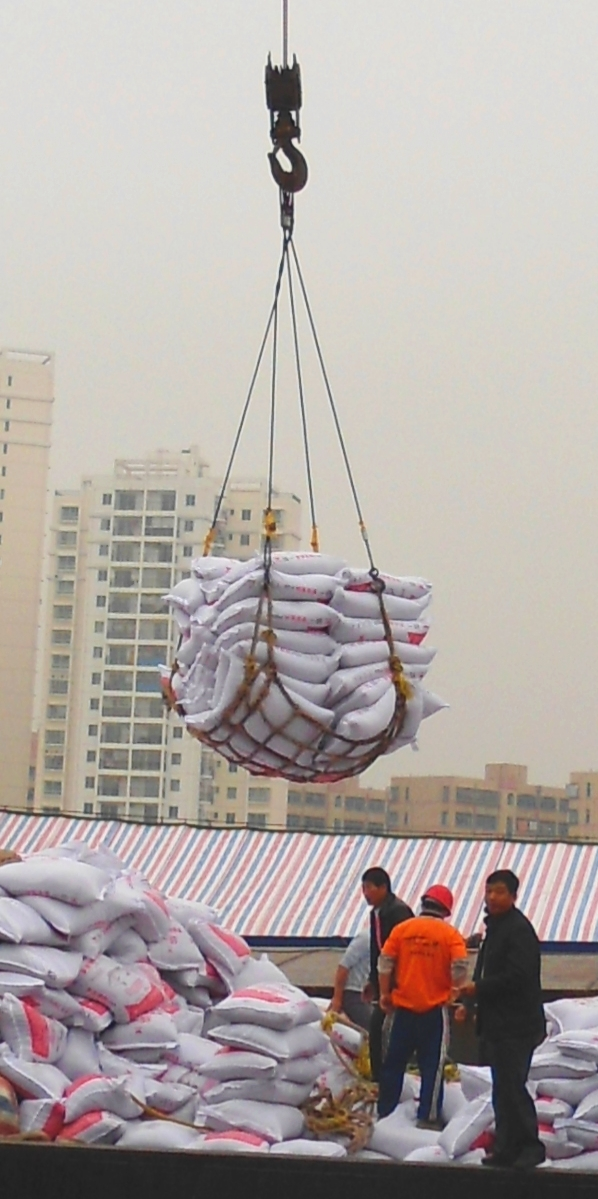
Lastnät.

Ett nät är en flexibel gallerliknande struktur som blockerar stora föremål, men som låter mindre föremål, luft och vätskor passera igenom. Mellanrummen - öglorna - det vill säga nätets minsta enhet kallas för maska.

Nät konstrueras i mer eller mindre flexibla material, i allt från natur- och konstfibrer till skinn och metalltråd. De äldsta kända bevarade näten härstammar från jägarstenåldern (mesolitikum), men nät kan mycket väl ha förekommit tidigare. 

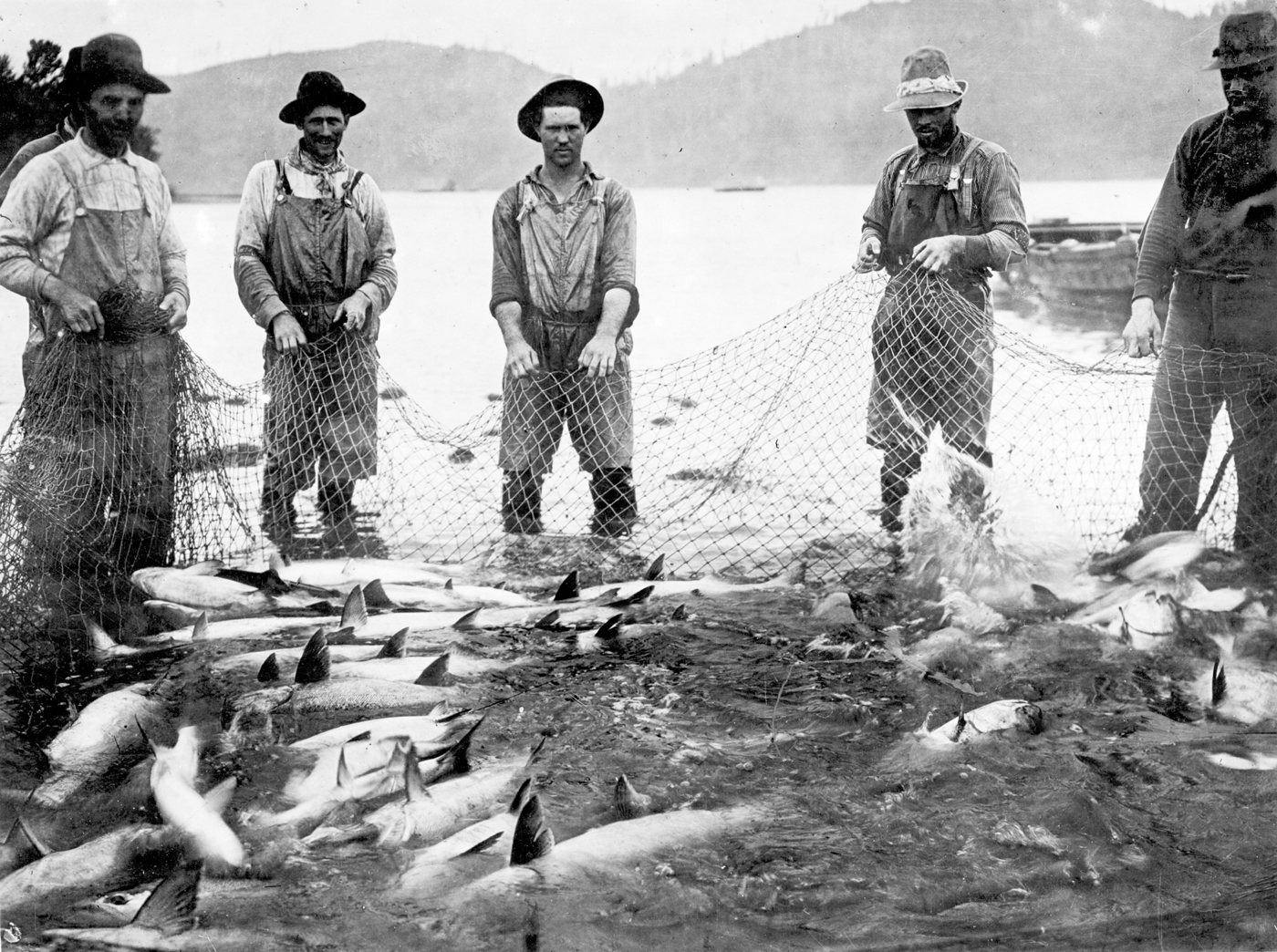
Fiskare med fisknät.

 Eftersom nät konstruerades i material som lämnar lite arkeologiska spår finns få riktig gamla fynd, men fynd har gjorts i isar och mossar, och som avtryck i lera.
Nät har många användningsområden som fångstredskap eller för inhägnad av djur, för olika typer av transporter, inom kläd- och möbelindustrin och inom sport.
Nät kan konstrueras med hjälp av flera olika tekniker där materialet sammanfogas med hjälp av exempelvis knopar, knutar, bindemedel eller genom att tvinnas samman.